# Cyrtogrammus
Cyrtogrammus – rodzaj chrząszczy z rodziny kózkowatych i podrodziny zgrzypikowych. 

## Zasięg występowania
Przedstawiciele tego rodzaju występują w płd. Chinach, na Półwyspie Malajskim, Sumatrze oraz Borneo.

## Systematyka
Do Cyrtogrammus należą 4 gatunki:
- Cyrtogrammus laosicus
- Cyrtogrammus lateripictus
- Cyrtogrammus sumatranus
- Cyrtogrammus yamasakoi